# Anton Mol
Anton Mol (1970) is een Nederlands triatleet uit Oud-Beijerland. Hij werd derde in de triatlon van Almere in 2006 en deed mee aan de Ironman Hawaï in 2003.

## Belangrijke prestaties

### Triatlon
- 2008: Fortis Marathon Rotterdam
- 2007: 15e triatlon van Almere
- 2006:  triatlon van Almere - 8:34.22 (PR)
- 2005: 5e triatlon van Almere
- 2004: 6e triatlon van Almere
- 2003: ?e Ironman Lanzarote - 9:52.14
- 2003: 49e Ironman Hawaï - 9:18.12
- 2002: 7e triatlon van Almere
- 2001: 7e triatlon van Stein